# Compañía Peruana de Vapores
La Compañía Peruana de Vapores y Dique del Callao fue una empresa peruana que tenía su oficina principal en el puerto del Callao. En vísperas de la II Guerra Mundial ofrecía sus servicios únicamente en los puertos de la costa del Perú, desde Puerto Pizarro, Tumbes hasta Ilo, Moquegua, conectando a Mollendo, Arequipa  con los mismos.
El Presidente del Perú, José Pardo y Barreda  (Lima, Perú, 24 de febrero de 1864 - † Miraflores, 3 de agosto de 1947) hijo del fundador del Partido Civil y Presidente del Perú Manuel Pardo y Lavalle, en su primer gobierno presidencial entre 1904 y 1908 representó una nueva generación de civilistas con anhelos renovadores para el desarrollo del Perú. Durante su primer gobierno apoyó firme y eficazmente a la educación pública, la cultura y la defensa nacional.
En ese ambiente de progreso nacional de inicios del siglo XX, el presidente Pardo promulgó la ley del 6 de octubre de 1906 donde se dispuso la creación de la Compañía Peruana de Vapores, y la construcción y explotación de un dique flotante en el puerto del Callao, a fin de impulsar el desarrollo de la marina mercante.

## Guerra de 1941
La guerra peruano-ecuatoriana, conocida también como Guerra del 41, fue una de las tres disputas armadas libradas entre los países americanos de Perú y Ecuador. Comenzó el 5 de julio de 1941 y terminó formalmente el 29 de enero de 1942, mediante la firma del Protocolo de Paz, Amistad y Límites de Río de Janeiro de 1942.
Las fuerzas armadas peruanas ocuparon militarmente las siguientes provincias (cantones) ecuatorianas:
- Costa: El Oro, Puerto Bolívar y Guayaquil ejerciendo el Perú un bloqueo marítimo y terrestre a la ciudad de Guayaquil el principal puerto comercial y base naval del Ecuador.
- Sierra: Loja y Azuay.
- Selva: Sucumbios, Napo, Orellana, Pastaza y Morona Santiago, fronterizas con el Perú.[1]

Durante la Guerra contra el Ecuador, la Compañía Peruana de Vapores brindó un estratégico apoyo logístico, sin el cual no hubiera sido posible la victoria y la exitosa campaña militar peruana en el Ecuador que culminó con la rendición incondicional de las fuerzas armadas de ese país y la renuncia definitiva de los ecuatorianos a tener soberanía en los ríos Marañon y Amazonas y soberanía en los departamentos peruanos del norte peruano: Tumbes, Piura, Cajamarca, Amazonas y Loreto, que desde 1830 los ecuatorianos, pretendían ocupar y anexarse e incluían como suyos en los mapas oficiales ecuatorianos.
La logística brindada por los vapores y barcos-petroleros de la CPV ayudaron a que el puerto de Guayaquil y la capital ecuatoriana Quito, queden rodeadas por las fuerzas armadas peruanas por el oeste, sur y este.
Al iniciarse en conflicto (5 de julio), sólo cuatro unidades de la Escuadra peruana se hallaban en condición de hacerse presentes de inmediato en el Teatro de Operaciones Norte. 
Estos buques eran el crucero "Coronel Bolognesi" y el destructor "Almirante Villar", que se hallaban en el Callao y los submarinos "R-1"y "R-2", que se hallaban en Talara desde el 9 de mayo efectuando ejercicios y patrullajes en el litoral norte. El crucero "Almirante Grau" y el destructor "Almirante Guise", se hallaban completando su recorrido y carena anual en la Base Naval del Callao. Por su parte, en el puerto chileno de Valparaíso se hallaba el transporte "Rímac", efectuando un viaje comercial, y el petrolero "Pariñas" se encontraba realizando cabotaje en la costa peruana.
Ni bien se conocieron las noticias acerca de los incidentes en la frontera con el Ecuador, el jefe de Estado Mayor General de la Marina ordenó al comandante general de la Escuadra el 6 de julio por la noche el envío inmediato de las unidades operativas, en virtud de lo cual se dispuso el alistamiento del destructor "Almirante Villar" y del crucero "Coronel Bolognesi", con la misión de zarpar hacia Zorritos, para apoyar en las operaciones militares del Agrupamiento Norte. Consecuentemente a la orden recibida, el día 7 de julio, el "Almirante Villar" zarpó hacia puerto Villar en Zorritos con órdenes de reabastecerse allí y esperar órdenes, seguido luego por el "Coronel Bolognesi", que hizo lo propio pero dirigiéndose primero al puerto de Salaverry, en donde embarcó al Batallón N° 3 de Infantería del ejército con el equipamiento respectivo, arribando a Talara dos días después.
A la llegada del "Coronel Bolognesi" a Talara, a bordo se efectuó una reunión entre el capitán de navío Bravo Arenas, comandante general de la Escuadra y el general de Brigada Eloy Ureta, comandante general del Agrupamiento Norte (AGRUNOR), con la finalidad de coordinar el apoyo requerido de las unidades de la Escuadra.
Luego, entre los días 10 y 13 de julio, el "Coronel Bolognesi" y el "Almirante Villar" efectuaron el convoyado desde el Callao hacia el norte de los transportes "Mantaro" e "Ireland" de la Compañía Peruana de Vapores, así como al petrolero "Pariñas" (que se había incorporado a la Escuadra), buques todos que transportaban tropas y pertrechos para el Ejército en el Norte.
Hacia el día 21, anticipando una posible acción ecuatoriana en la línea de frontera, el Agrupamiento Norte tuvo listo planes para efectuar una contraofensiva, la que finalmente se dio entre los días 22 y 23 de julio, en lo que se ha conocido como la Batalla de Zarumilla. Siendo esta situación de conocimiento del alto mando naval peruano, el 21 de julio, el jefe del Estado Mayor General de la Marina, emitió el Plan de Campaña N° 1, a ejecutarse en caso de un recrudecimiento de las acciones, contemplándose la ejecución de las operaciones en cinco fases a ser desarrolladas en coordinación con el ejército y la aviación. La quinta fase, que correspondía a una escalada mayor en el conflicto, consideraba el asedio a Guayaquil, luego de haberse desembarcado y capturado las islas Puná, Santa Clara y haber bombardeado y desembarcado en Santa Helena
Debido al total repliegue de las naves ecuatorianas hacia Guayaquil, y dado que en el frente marítimo ya no existía ninguna amenaza, la Escuadra se fue replegando progresivamente al Callao, el "Coronel Bolognesi" llegó al primer puerto el 24 de agosto; el "Almirante Villar" el 1° de octubre, seguido por los submarinos "R-3" y "R-4" el 25 del mismo mes; mientras que en diciembre retornaron el "Almirante Guise" y los submarinos "R-1" y "R-2" los días 15, 18 y 23, respectivamente. El único buque que permaneció en Talara hasta el año siguiente fue el "Almirante Grau", desde donde tomaría parte nuevamente con los demás buques de la Escuadra en patrullajes de guerra en el Norte por la Segunda Guerra Mundial.

## Naufragio del BAP Napo
El Napo era un buque mercante-frigorífico costero peruano, tipo C1-M-AV1 de la clase Alamosa,   fabricado por los astilleros Consolidated Steel Corp. Ltd. en Wilmington,  California, Estados Unidos. Fue botado el 28 de marzo de 1945 durante la Segunda Guerra Mundial.
Su nombre original era USS Fisherman`s Bend y fue vendido a la Compañía Peruana de Vapores en 1947 siendo rebautizado como Napo en remembranza del río homónimo de la selva peruana.. Naufragó frente a las costas de Ovalle, en la actual IV Región del norte chico de Chile el 27 de junio de 1965.
Poseía una eslora aprox. a los 103 m,  15 m de manga, 42 tripulantes,  dos botes salvavidas solamente, cuatro grúas espiga a proa y dos a popa, pintada su superestructura en blanco y el casco en negro y una chimenea amarilla orlada por una banda azul. Su proa era del tipo atlántico y estaba propulsado solo por una hélice cuya maquinaria le confería una velocidad de 11 nudos.
Este barco peruano zarpó desde Coquimbo hacia Valparaíso, hacía fines noviembre de 1965 y realizó una travesía distinta al que usualmente usan las naves mercantes,  navegando más cerca a tierra; frente a la desembocadura del  Limarí en la playa de la comunidad de La Cebada, el barco se chocó con un escollo submarino que le perforó el casco y empezó a inundarse ya que no era estanco.
Su capitán al ver perdida la nave, prefirió encallar el navío antes que perderlo y lo llevó frente a las playas de La Cebada, donde en un intento por vararlo, lo encalló en unos  roqueríos en la playa en donde quedó a firme. Los posteriores intentos por desencallarlo fueron infructuosos y el barco fue desguazado en el lugar. El barco se partió al año en tres secciones desapareciendo la sección media quedando a firme la proa y la sección centro popel
Una vez desguazado en el sitio, fue víctima de un saqueo sistemático por parte de los chilenos de sus muebles (de hierro), puertas, enchapes y sobre todo del cobre de sus paneles de control. Hacia 1967, aún era objeto de desvalije.

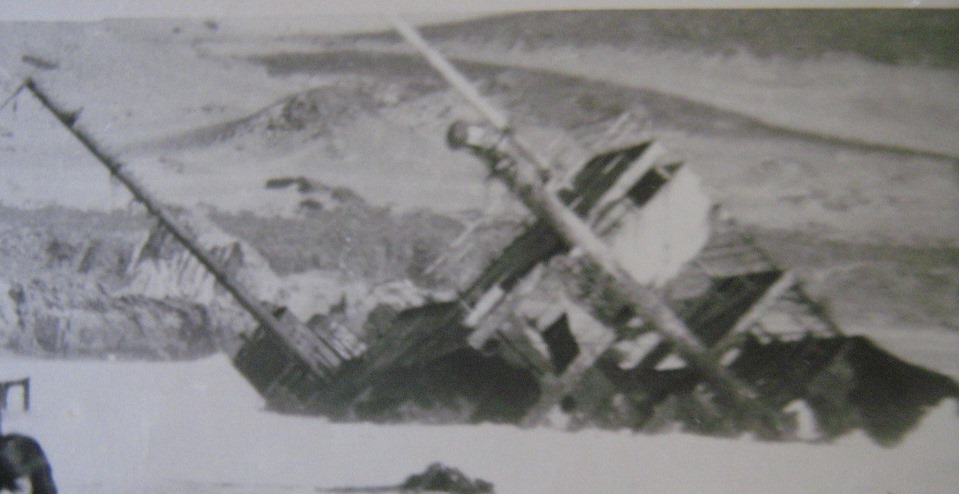
Restos visibles del Napo encallado (Chile c.a 1975)

El Napo provocó gran atracción turística a una zona de por sí desconocida, como son las playas de la IV región chilena en donde se estaba recién construyendo la Ruta 5 de la Panamericana en Chile; dicha atracción llevó a que se desarrollaran comercialmente las comunidades del sector, que se vieron beneficiadas por un lado con los turistas chilenos en su mayoría que paraban en el sector y por otro lado con el comercio que hicieron los saqueadores de las piezas y materiales del barco de la CPV encallado.
El naufragio desapareció en su totalidad en el año 1976 al ser removido por un fuerte oleaje desde su encallamiento rocoso, siendo arrastrado cerca de la playa donde terminó por desmoronarse sobre uno de sus costados y desaparecer durante una gran marejada invernal. Una parte mínima de sus restos asentados en roca aún son visibles.
Hacía el 2013 el mar aún arrojaba restos de la superestructura a la playa.

## Los mejores años de la CPV
En la década de los 60 se dictaron leyes promocionales para el sector y la marina mercante logra su máximo desarrollo en los 80. El Perú alcanzó a tener 64 barcos modernos y un millón cien mil TM de capacidad de carga. En ese entonces, el Perú ocupaba la quinta posición dentro de la flota latinoamericana, hoy simple y sencillamente no figura. Como para no creerlo, más aún, si se considera que el Perú es un país marítimo y que depende del comercio.
Según el presidente de la Asociación de Armadores del Perú, Luis Freire Roncagliolo, durante los gobiernos del general Juan Velasco y de Fernando Belaúnde, se decidió que el Perú no podía depender del transporte internacional por eso, se tomaron medidas que fueron copiadas de otros países. "Se bajó los aranceles para poder comprar buques y se bajó el Impuesto Selectivo al Consumo (ISC) sobre el petróleo", indicó.
En la década de los 80´s la Compañía Peruana de Vapores era catalogada como una de las mejores de Sudamérica, tenía en su inventario 64 buques de alto bordo con una capacidad de 1’160,000 TM surcando el mundo. La flota peruana contaba con 65 barcos, existían más de 4 mil oficiales y tripulantes empleados que, a su vez, generaban otros 10 mil puestos de trabajo. 
En la actualidad estas personas de alto nivel de preparación están desempleadas o manejando taxis. Otros navegan en buques de bandera extranjera. Pero también la CPV fue la mejor escuela de formación, tanto para marinos mercantes como para personal naviero, quienes gracias a la formacion y experiencia adquiridas, hoy triunfan en el mundo marítimo. Mención especial merece don Jorge Ruiz de Castilla, Espada de Honor de la Marina de Guerra del Peru, quien como Gerente General de la CPV le dio los mejores lauros en su historia.

## Hundimiento, Quiebra de la Compañía y las consecuencias hasta hoy
Todo este esfuerzo se vino abajo con el primer gobierno de Alan García 1985-1990, por el apoyo incondicional en favor de la Compañía Peruana de Vapores (CPV). "No era competitiva, tenía demasiados sobrecostos. Además, García le compró buques nuevos, condonó su deuda e impidió el acceso a las cargas peruanas", recuerda Freire.
Esto trajo como consecuencia el debilitamiento de las empresas privadas y una reacción negativa de los países con los que se tenía negociaciones. "Hasta ese momento existía el derecho a una reserva de carga, es decir, los peruanos tenían acceso al 50% de la carga y, el extranjero al otro 50%, tanto para importación como para exportación. Pero el gobierno de García cometió el error de darle al peruano el 100% de la carga a la CPV y todo el mundo se nos vino encima", añadió.
Con el primer gobierno de Alberto Fujimori 1990 - 1995, la situación en vez de mejorar continuó en picada, pues dos decretos supremos pusieron en desventaja la marina mercante peruana frente a las flotas de otros países y finalmente se optó por un mercado libre, que en vez de solucionar los problemas, las cosas empeoraron más aún.
En 1991, el primer gobierno de Alberto Fujimori ordena eliminar la reserva de carga y las exoneraciones para importar buques nuevos.
Esta orden del Presidente Fujimori, ocasionó que entre 1991 y 1995 la flota mercante peruana desapareciera y desde 1995 el comercio exterior del Perú dependa de buques extranjeros, especialmente chilenos.
"No puede ser que al transportista nacional le cobren el arancel e IGV tres veces más alto que a los extranjeros", se queja el presidente de la asociación.
Asimismo, a los peruanos se les cobra el doble del ISC que a los chilenos. "Eso es cosa de locos, no es posible que a Chile se le condone el IGV mientras que al peruano se le cobra", reclama Freire.
El resultado salta a la vista, más de US$ 800 millones que el Perú produce en flete es transportado por banderas extranjeras. Incluso los productos competitivos con otros países como: la harina de pescado, los frutales, la sal, dependan de transporte ajeno. "Lo cual nos hace vulnerables", advirtió.
Es irónico que de la Escuela Nacional de Marina Mercante egresen unos 800 oficiales por año, sin embargo muchos de ellos manejan taxis en lugar de buques. "No es razonable".

## Las posibles y eventuales alternativas para reconstituir la Compañía Peruana de Vapores
El 17 de diciembre de 2009, se publicó en las normas legales del Diario Oficial El Peruano, la Ley N° 29475, ley que a pesar de su importancia ha pasado inadvertida.
La Ley N° 29475, modifica la Ley N.º 28583 del 22 de julio de 2005 “Ley de Reactivación y Promoción de la Marina Mercante Nacional” que desde fines del gobierno de Alejandro Toledo 2001 - 2006 ha estado en espera por años, a pesar de que uno de los diez objetivos más importantes del plan del segundo gobierno de Alan García 2006-2011 en “Infraestructura para el Desarrollo e Integración Nacional” consideraba de seguridad nacional el promover la reactivación de la flota mercante peruana.
Esta nueva ley 29475 modifica la ley original 28583 en diez artículos y le adiciona otros ocho que consideran fundamentalmente lo siguiente: 1) La promoción del desarrollo de empresas navieras nacionales con buques nacionales; 2) Plazos indefinidos en permisos de operación para ejercer actividades de transporte marítimo, fluvial y lacustre; 3) Exclusividad del transporte nacional (cabotaje) a naves peruanas; 4) Por razones de seguridad y defensa nacional, alto interés público y conveniencia nacional, 25% del transporte de hidrocarburos en cabotaje estará reservado para buques de la Marina; 5) Buques de navieras nacionales tendrán dotaciones 100% peruanas; 6) Mayores incentivos para la construcción de naves mercantes nacionales; y 7) Modificaciones al régimen de importación de naves y tributarios para incentivar a navieros y empresas nacionales a adquirir naves.
Bajo este panorama, se espera que la reglamentación de esta ley no se vuelva a retrasar por años –su plazo de 60 días calendarios se cumple el 17 de febrero de 2010– con el fin de iniciarse el proceso de desarrollo de nuestra Marina Mercante para que el Estado deje de pagar alrededor de US$ 3,000 millones anuales por fletes y asimismo, permitir al Perú contar nuevamente con una reserva naval estratégica, seguir generando más puestos de trabajo, la reactivación de los astilleros del Servicio Industrial de la Marina (SIMA) la construcción incluso de nuevos y más grandes astilleros, el impulso del desarrollo tecnológico marítimo y aumento de la conciencia marítima nacional.

## Conclusiones
Más del 90% de las exportaciones del Perú, se realizan vía el transporte marítimo internacional. Entonces el tener una marina mercante peruana es un factor complementario de acumulación en el proceso de crecimiento de nuestra economía. 
El Perú al no contar en la actualidad con una marina mercante nacional, toda la carga marítima que sale y entra al Perú se transporta en buques de bandera extranjera. Es más, la quiebra de la CPV tiene como efecto secundario que la Marina de Guerra del Perú se encuentre sin la reserva estratégica con la que cuentan todos los países del mundo.
El no contar con una marina mercante propia ha sacado de la Costa Pacífico al Perú, no obstante la posición geográfica peruana en América del Sur, su ubicación estratégica frente al continente asiático y las inmensas posibilidades de comercio con el nuevo bloque de países emergentes que vienen influyendo en el proceso de crecimiento del Perú.